# Vinítsia
Vinítsia ou Vinnytsia (em ucraniano:  Вінниця, em polonês/polaco:  Winnica, em russo:  Винница) é uma cidade localizada a 360 km da capital da Ucrânia, Kiev, e a 429 km do importante porto de Odessa. É o centro administrativo do Oblast de Vinítsia (província), bem como o centro administrativo do distrito de Vinnytskyi. A maior cidade da Podólia.

## História
A cidade foi fundada em 1363 pelo príncipe lituano Fiódor. Parte da Lituânia para 1569, e depois para a Polônia. Foi a cidade real do Reino da Polônia, que pertenceu administrativamente à Voivodia de Bracław. Capturado pela Rússia na segunda partilha da Polônia em 1793.

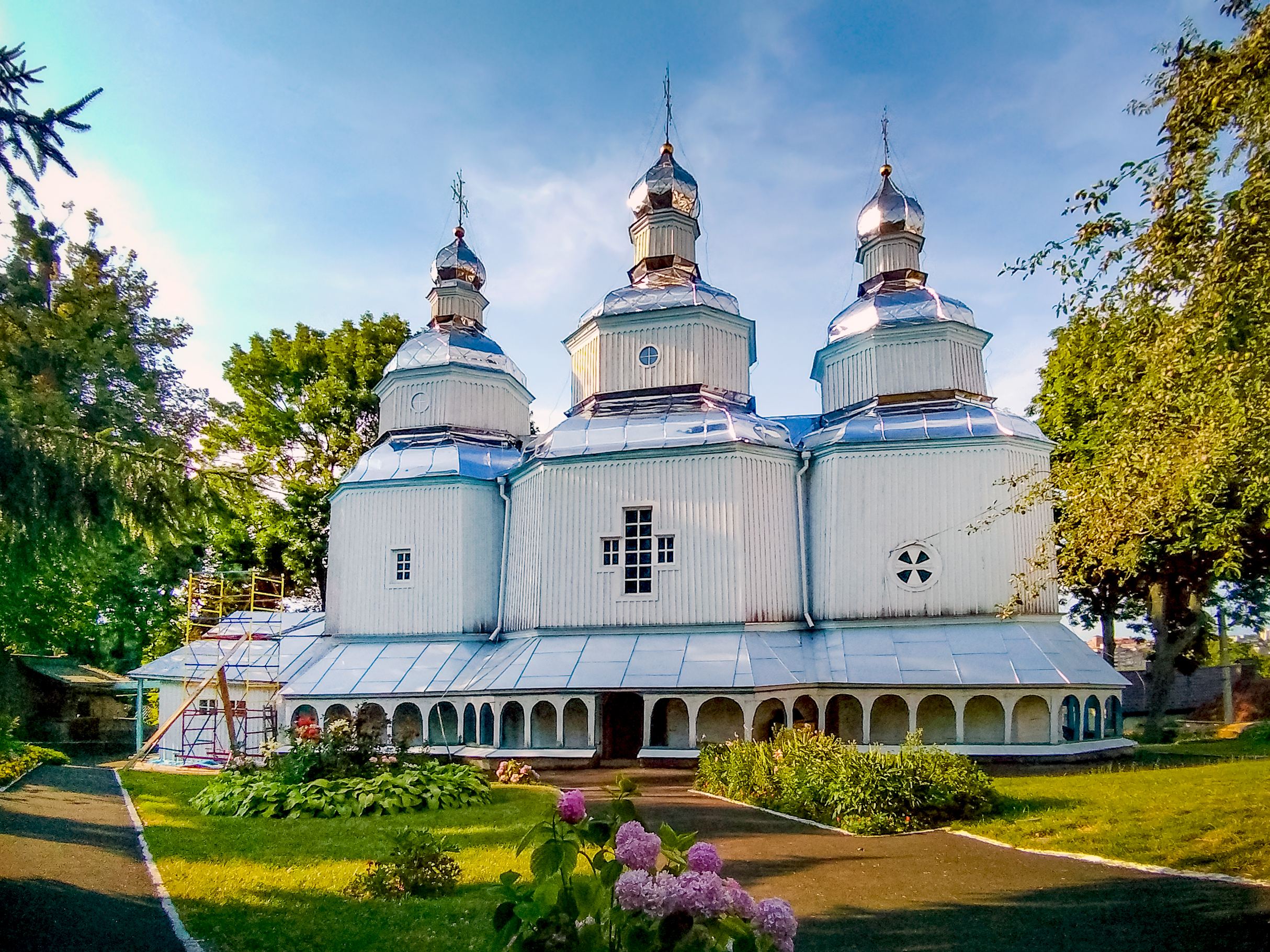
Vinítsia, Ucrânia, Igreja de Santo Nicolau, Igreja Cristã Ortodoxa

Nas décadas de 1930 e 1940, a cidade foi palco de massacres perpetrados pela União Soviética e pela Alemanha nazista.durante os anos 30 mais de 33 mil habitantes da cidade e redondeza foram deportados para os gulags. Em 1943, os invasores alemães exumaram quase dez mil pessoas executadas pela NKVD, a maior parte ucranianos do sexo masculino, de covas coletivas em Vinítsia. A maioria das execuções ocorreu durante o Grande Expurgo stalinista entre 1937 e 1938.
Já os massacres nazistas foram cometidos pelo Einsatzgruppe C em Vinítsia e em suas redondezas. 80% dos judeus da cidade foram evacuados para o leste as Estimativas do número de vítimas chegam a milhares de pessoas, incluindo a quase totalidade dos judeus que ainda restavam na cidade. Em uma fotografia que ficou publicamente conhecida, um membro do Einsatzgruppe D está prestes a executar um judeu perante uma vala comum. No verso da fotografia, pertencente a um soldado alemão, se escreveu: "o último judeu de Vinítsia".
Desde o fim da Segunda Guerra Mundial, Vinítsia foi o local escolhido para abrigar uma grande base da Força Aérea Soviética, que incluía um campo de aviação, hospital, arsenais, além de outras diversas instalações militares. Foi a sede do 43° Esquadrão de mísseis, de 1960 até o início de 1990.

## Imagens

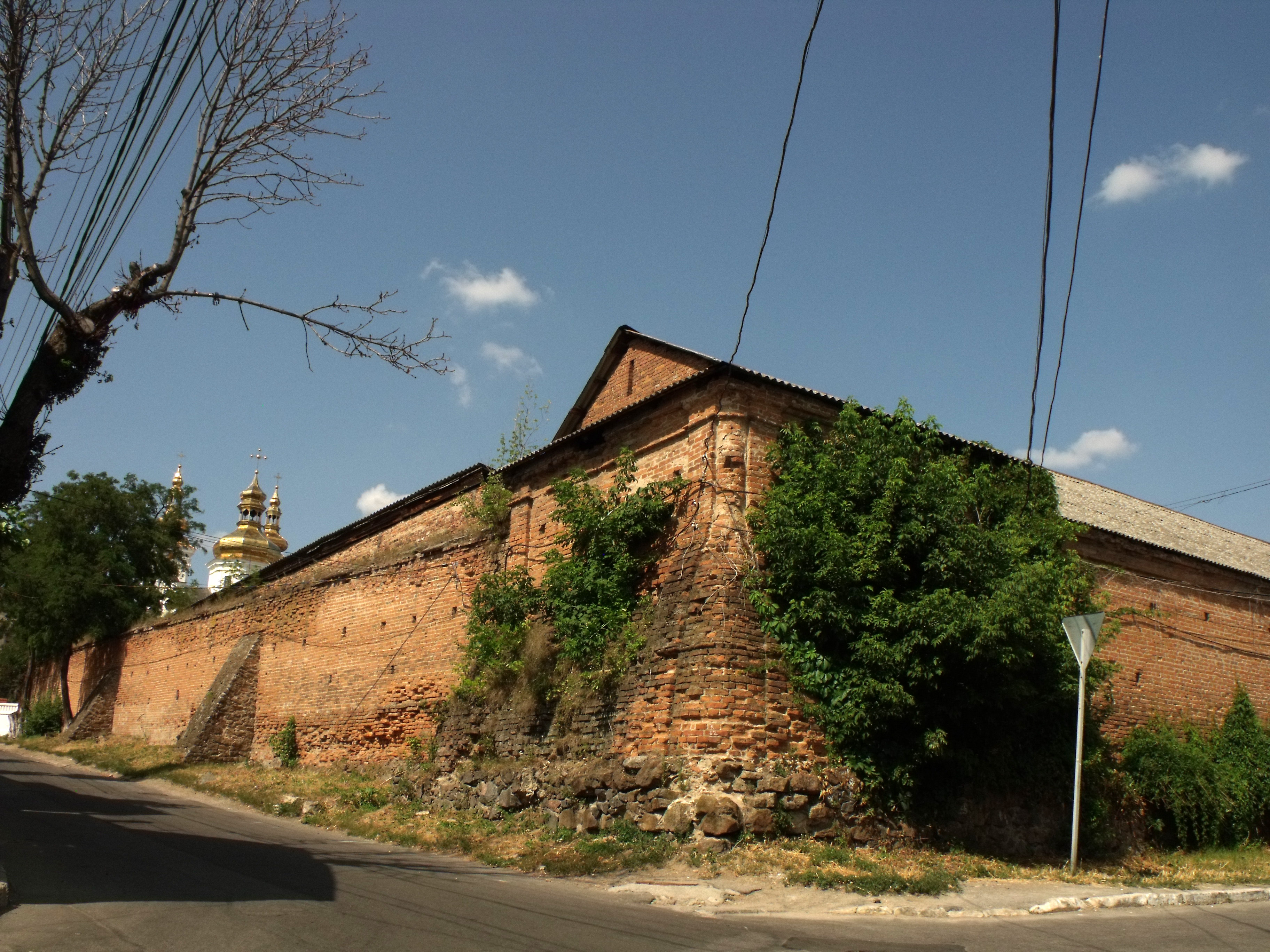
Muralhas da cidade
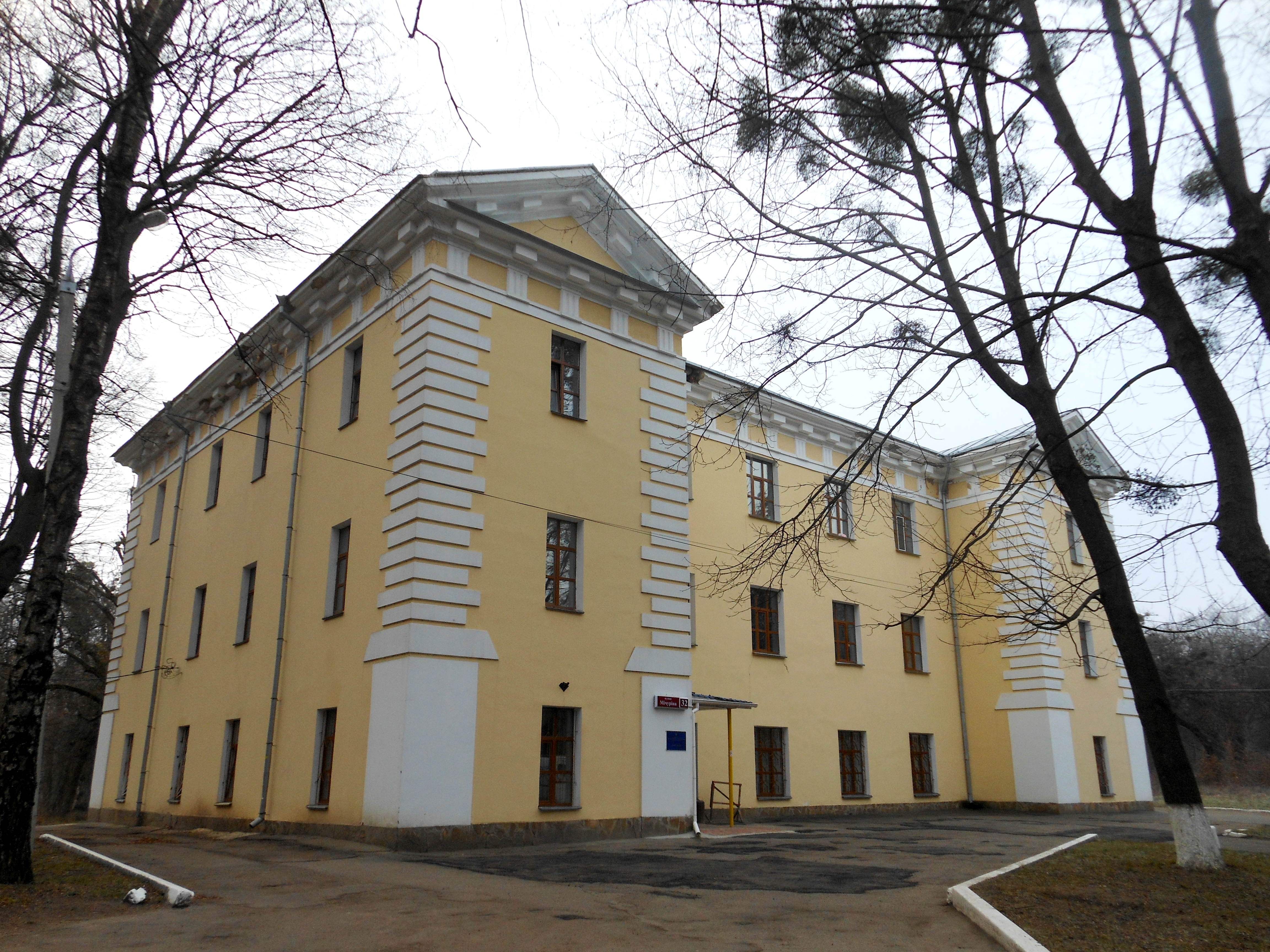
Palácio Grocholski
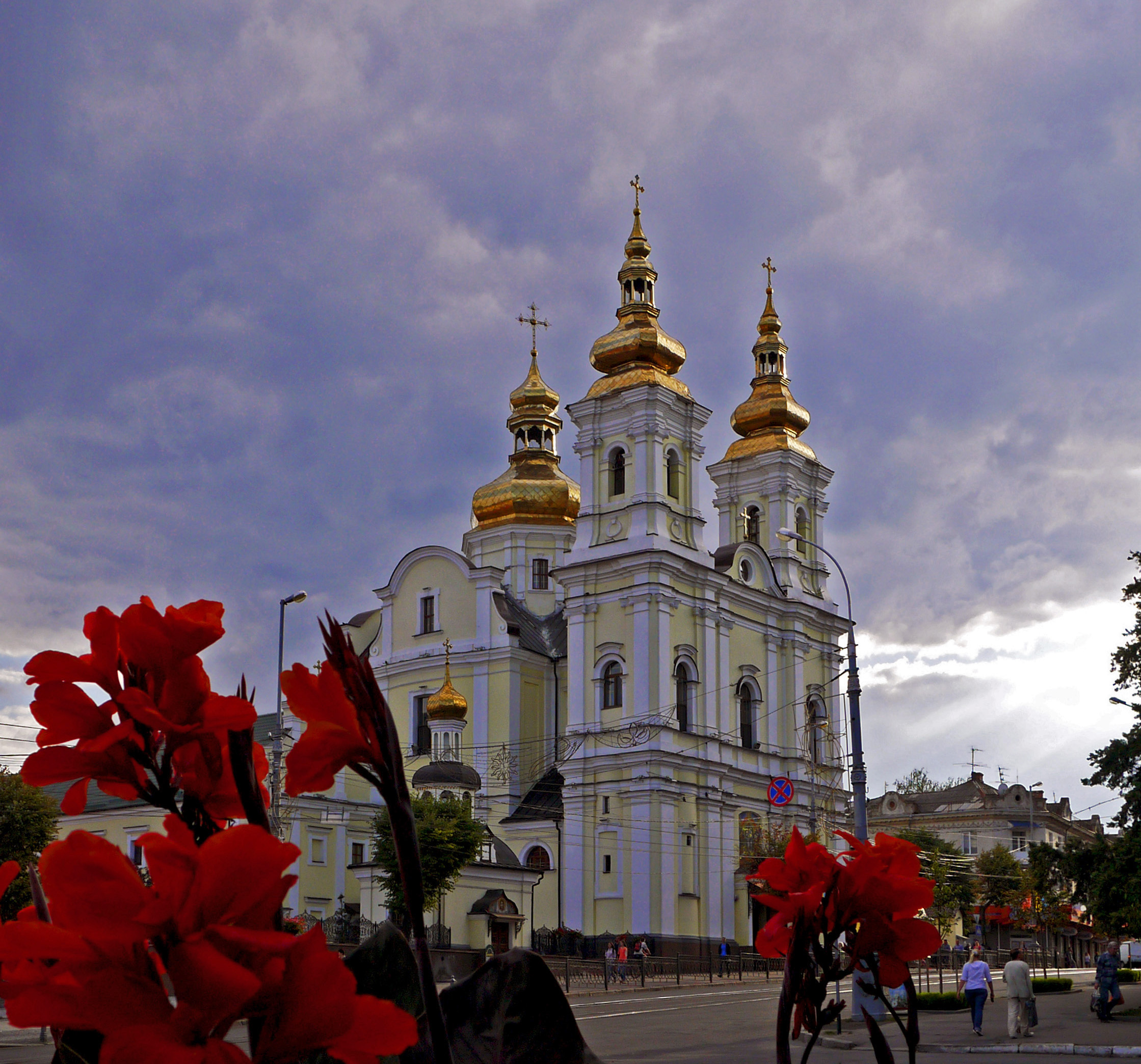
Antiga igreja dominicana
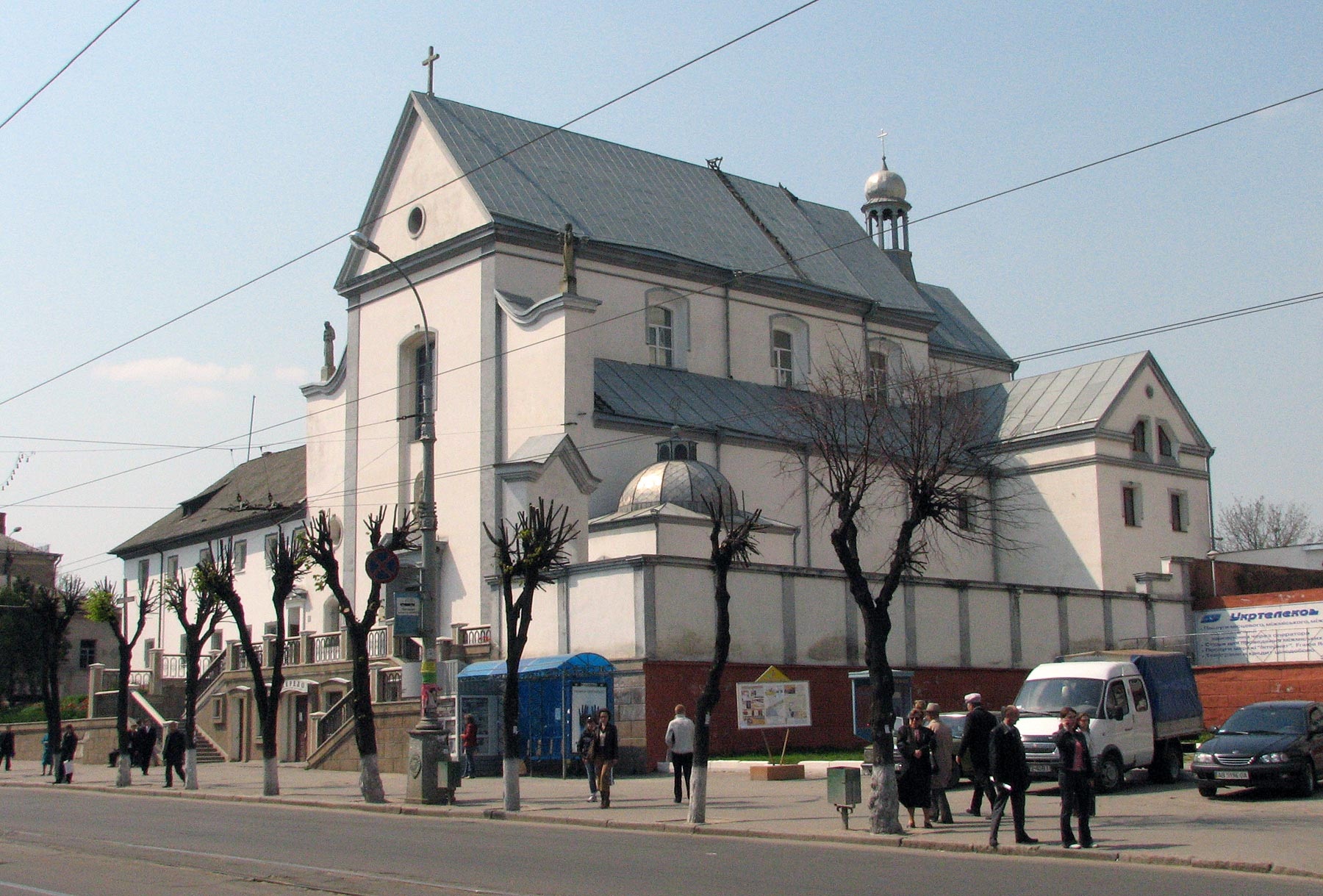
Igreja dos capuchinhos